# Vuelta Ciclista de Chile 1998
La 21.ª edición de la Vuelta Ciclista de Chile fue un evento deportivo que se llevó a cabo del 19 al 29 de marzo de 1998, en el sur de Chile sobre una distancia de 1519 km.

## Etapas

### 19-03-1999: Pelluco—Puerto Montt(4.2 km)
| Posición | Prólogo           | Prólogo |
| Posición | Nombre            | Tiempo  |
| -------- | ----------------- | ------- |
| 1.       | Sebastián Medan   |         |
| 2.       | Marcel Wüst       |         |
| 3.       | Gustavo Figueredo |         |

### 20-03-1999:Puerto Montt—Osorno(137.4 km)
| Posición | Etapa 1         | Etapa 1 |
| Posición | Nombre          | Tiempo  |
| -------- | --------------- | ------- |
| 3:00.52  |                 |         |
| 2.       | Bert Grabsch    |         |
| 3.       | Gonzalo Garrido |         |

### 21-03-1999:Osorno—Valdivia(137.4 km)
| Posición | Etapa 1           | Etapa 1 |
| Posición | Nombre            | Tiempo  |
| -------- | ----------------- | ------- |
| 1.       | Richard Rodríguez |         |

### 22-03-1999:Valdivia—Temuco(172.6 km)
| Posición | Etapa 3        | Etapa 3 |
| Posición | Nombre         | Tiempo  |
| -------- | -------------- | ------- |
| 1.       | Rodrigo Galván | 4:11.12 |
| 2.       | Olaf Pollack   | +0.04   |
| 3.       | Marcel Wüst    | +0.06   |

### 23-03-1999:Temuco—Los Ángeles(201.2 km)
| Posición | Etapa 4          | Etapa 4 |
| Posición | Nombre           | Tiempo  |
| -------- | ---------------- | ------- |
| 1.       | Danilo Hondo     | 4:26.01 |
| 2.       | Hernández Quadri | +0.04   |
| 3.       | Rodrigo Galván   | +0.06   |

### 20-03-1999:Los Ángeles—Concepción(143.6 km)
| Posición | Etapa 5            | Etapa 5 |
| Posición | Nombre             | Tiempo  |
| -------- | ------------------ | ------- |
| 1.       | Ángel Pérez        | 3:04.58 |
| 2.       | Marcel Wüst        |         |
| 3.       | Luciano Pagliarini |         |

### 25-03-1999:Concepción—Chillán(164.6 km)
| Posición | Etapa 6      | Etapa 6 |
| Posición | Nombre       | Tiempo  |
| -------- | ------------ | ------- |
| 1.       | Marcel Wüst  |         |
| 2.       | Olaf Pollack |         |
| 3.       | Ángel Pérez  | +0.05   |

### 26-03-1999:Chillán—Talca(161.6 km)
| Posición | Etapa 7        | Etapa 7 |
| Posición | Nombre         | Tiempo  |
| -------- | -------------- | ------- |
| 1.       | Rodrigo Galván | 3:36.11 |
| 2.       | Ángel Pérez    | +0.04   |
| 3.       | Víctor Garrido |         |

### 27-03-1999:San Clemente—Curicó(100.7 km)
| Posición | Etapa 8-Un         | Etapa 8-Un |
| Posición | Nombre             | Tiempo     |
| -------- | ------------------ | ---------- |
| 1.       | Marcel Wüst        | 1:52.03    |
| 2.       | Danilo Hondo       | +0.02      |
| 3.       | Luciano Pagliarini | +0.04      |

### 1999-03-27: Comallé—Curicó(15.3 km)
| Posición | Etapa 8-B               | Etapa 8-B |
| Posición | Nombre                  | Tiempo    |
| -------- | ----------------------- | --------- |
| 1.       | Luis Fernando Sepúlveda | 20.10     |
| 2.       | Gustavo Figueredo       | —         |
| 3.       | Márcio May              | +0.02     |

### 28-03-1999:Curicó—Rancagua(188 km)
| Posición | Etapa 9     | Etapa 9 |
| Posición | Nombre      | Tiempo  |
| -------- | ----------- | ------- |
| 1.       | Marcel Wüst |         |

### 29-03-1999: Santiago (Circuito "Providencia") (71.4 km)
| Posición | Etapa 10           | Etapa 10 |
| Posición | Nombre             | Tiempo   |
| -------- | ------------------ | -------- |
| 1.       | Rodrigo Galván     | 1:38.21  |
| 2.       | Danilo Hondo       | +0.04    |
| 3.       | José Ramón Uriarte | +0.06    |

## Clasificación final
| POSICIÓN | CICLISTA           | EQUIPO        | TIEMPO   |
| -------- | ------------------ | ------------- | -------- |
| 1.       | José Ramón Uriarte | Festina-Lotus | 33:42.18 |
| 2.       | Andrei Kivilev     | Festina-Lotus | +0.15    |
| 3.       | Marcel Wüst        | Festina-Lotus | +0.44    |
| 4.       | Thierry Laurent    | Festina-Lotus | ??       |
| 5.       | Laurent Lefèvre    | Festina-Lotus | ??       |
| 6.       | Rodrigo Galván     | Gigante       | ??       |
| 7.       | Hernández Cuadri   | Caloí         | ??       |
| 8.       | Glauber Souza      | Caloí         | ??       |
| 9.       | Bert Grabsch       | Agro - Adler  | ??       |
| 10.      | Sebastián Medan    | Festina-Lotus | ??       |